# Massimo Fusarelli
Massimo Giovanni Fusarelli, O.F.M. (Roma, 30 de março de 1963), é um frade franciscano italiano que é o Ministro Geral da Ordem dos Frades Menores.

## Biografia
Frei Massimo nasceu em Roma em 30 de março de 1963. Conheceu os Frades Menores da Paróquia de São Francisco em Tivoli, amadurecendo a escolha pela vida religiosa franciscana. Vestiu o hábito franciscano em 28 de julho de 1982, fazendo a Primeira Profissão em 30 de julho de 1983. Ele viveu até 1989 na “São Bonaventura” de Frascati, preparando-se para a profissão solene e ordenação presbiteral, recebidas na Igreja de “São Francisco” do Tivoli, em 30 de setembro de 1989.
Depois do Noviciado, cursou Filosofia e Teologia no então Pontifícia Universidade Antonianum, obtendo o Bacharelado em Teologia em 1988. Por decisão de seus superiores, iniciou os cursos de Licenciatura e Doutorado em Teologia Patrística no Pontifício Instituto Patrístico Augustinianum, obtendo os títulos relacionados em 1992. Lecionou Teologia Patrística no Instituto de Ciências Religiosas do então Pontifícia Universidade Antonianum (1991-1996).
Já esteve no governo da Ordem quando foi Secretário Geral de Formação e Estudos (2003 a 2009) e Visitador Geral para a Província de Nápoles e depois para o processo de unificação das Províncias do Norte da Itália. Em nível provincial, foi Definidor, animador da Pastoral Vocacional e depois secretário da Formação Permanente; várias vezes guardião, função que acumula hoje como Ministro Provincial, além de pároco da Paróquia São Francisco a Ripa e responsável pelo projeto de acolhida aos pobres. Foi nessa igreja onde São Francisco viveu e rezou em sua passagem pela Cidade Eterna, durante as visitas ao Papa Inocêncio III.
Nos últimos anos residiu nos Conventos São Bonaventura al Palatino em Roma e Santa Maria delle Grazie em Ponticelli Sabino (Rieti), também foi convidado a fazer parte do Conselho Presbiteral da Diocese de Sabina e depois no Conselho de Roma (1999-2002), sempre no contexto da pastoral juvenil e vocacional. Participou e organizou missões populares e animação nas paróquias.
No serviço de unificação das Províncias do Norte, em tempo integral, Frei Massimo presidiu o Conselho de seis ministros provinciais de janeiro de 2014 até a união, acompanhou os diversos órgãos interprovinciais, depois de realizada a visita canônica às 75 fraternidades locais, a visita fraterna aos 29 mosteiros das Irmãs Clarissas, a visita aos bispos diocesanos onde estão presentes os conventos,  e acompanhar a preparação do Capítulo Provincial unitário, inaugurado em 16 de maio de 2016 com o nascimento da nova Província do Norte da Itália.
De 2015 a 2018 foi assistente Geral do Instituto Secular dos Missionários da Realeza de Cristo; de outubro de 2016 a agosto de 2017 viveu com outros irmãos entre as vítimas do terremoto de Amatrice e Accumoli (Rieti). Em 2 de julho de 2020 foi eleito Ministro Provincial em Capítulo e, em 7 de outubro de 2020, presidente da Conferência dos Ministros Provinciais da Itália e da Albânia (COMPI). Agora, com sua eleição, Frei Luciano De Giusti, o Vigário Provincial, deve assumir a Província no seu lugar.
O Papa Francisco enviou um telegrama parabenizando a sua eleição como Ministro Geral